# كينيث غونسالفيس
كينيث غونسالفيس (بالهولندية: Kenneth Gonçalves)‏ هو محامي سورينامي، ولد في 16 نوفمبر 1940 في باراماريبو في سورينام، وتوفي بنفس المكان في 8 ديسمبر 1982.